# Douz Sud
La delegació o mutamadiyya de Douz Sud (àrab: معتمدية دوز الجنوبية, muʿtamadiyyat Dūz al-Janūbiyya) és una delegació o mutamadiyya de Tunísia a la governació de Kébili, formada per la meitat de la ciutat de Douz. Va ser creada el 2003 per partició de l'antiga delegació de Douz. Té una població de 17.187 habitants, dels quals 8.469 homes i 8.718 dones, segons el cens de 2004.

## Administració
La delegació o mutamadiyya, amb codi geogràfic 63 55 (ISO 3166-2:TN-12), està dividida en cinc sectors o imades:
- Douz Ouest (63 55 51)
- El Adhara (63 55 52)
- Ghelissia (63 55 53)
- Nouil Nord (63 55 54)
- Nouil Sud (63 55 55)

Al mateix temps, forma part de les municipalitat o baladiyya de Douz (63 13).